# Lobe den Herrn, meine Seele, BWV 143
Lobe den Herrn, meine Seele (BWV 143) ist eine Kirchenkantate des Frühwerks (Bach war in den Zwanzigern) von Johann Sebastian Bach. Er komponierte sie 1708 in Mühlhausen oder Weimar, anscheinend für das Neujahr. Das genaue Datum der Komposition ist unklar. Bachs Urheberschaft wurde angezweifelt, weil die Kantate einige ungewöhnliche Merkmale aufweist: eine davon ist die Besetzung, es ist die einzige Bachkantate, die drei Corno da caccias mit Pauken kombiniert.
Ein unbekannter Librettist hat hauptsächlich aus Psalm 146 und aus Jakob Eberts Hymne „Du Friedefürst, Herr Jesu Christ“ sieben Sätze entwickelt und zwei Sätze selbst geliefert. Der Textaufbau ähnelt Bachs anderen frühen Kantaten. Die Kantate besteht aus sieben Sätzen, in denen die drei wichtigsten Textquellen zusammengefasst sind: Psalm, Hymne und zeitgenössische Poesie. Der Eröffnungschor basiert auf einem Psalmvers, gefolgt von der ersten Hymnenstrophe und einem weiteren Psalmvers als Rezitativ. Einer Arie über Poesie folgt ein dritter Psalmvers als Arie. Es folgt eine weitere Arie zur Poesie, die gleichzeitig die Hymnenmelodie instrumental zitiert. Der letzte Satz kombiniert Elemente einer Choralfantasie in der dritten Strophe der Hymne mit einem Halleluja, der den Psalm schließt.

## Geschichte
Johann Sebastian Bach schrieb diese Kantate wahrscheinlich für Neujahr, an dem auch die Beschneidung des Herrn gefeiert wird. Die vorgeschriebenen Schriftlesungen für diesen Tag stammten aus dem Brief des Paulus an die Galater („durch den Glauben, den wir erben“ (Galater 3,23–29 )) und aus dem Evangelium nach Lukas (Beschneidung Jesu acht Tage nach seiner Geburt). Der größte Teil des Kantatentextes stammt jedoch von dem unbekannten Librettisten (Psalm 146) und aus Jakob Eberts Hymne „Du Friedefürst, Herr Jesu Christ“ aus dem Jahr 1601.
Der Text besteht aus Psalmversen (Vers 1 für Satz 1, Vers 5 für Satz 3 und Vers 10 für Satz 5) und zwei Strophen aus der Hymne, die erste als Satz 2, die dritte als Schlusssatz. Nur die Sätze 4 und 6 sind freie Poesie, wobei die Melodie der Hymne während Satz 6 erneut instrumental ertönt. Der Bach-Gelehrte Christoph Wolff datiert das Werk aufgrund seiner Textstruktur auf das Jahr 1710.
Das einzige Manuskript wurde 1762 nach Bachs Tod verfasst, die Provenienz der Kantate ist umstritten: Einige schlagen vor, dass es sich wegen ihrer anspruchslosen Natur und des Mangels an maßgeblicher Originalmusik möglicherweise nicht um ein Bach-Werk handelt, oder dass es sich möglicherweise um eine Umsetzung eines früheren Werks handelte. Alternativ könnte ein Teil der Kantate von Bach geschrieben worden sein, während andere Teile (wahrscheinlich die Refrains und die Bass-Arie) von anderen Komponisten hinzugefügt oder ergänzt wurden. John Eliot Gardiner, der im Jahr 2000 die Bachkantatenwallfahrt leitete, weist auf die stilistische Ähnlichkeit der Textstruktur mit den in Mühlhausen geschriebenen frühen Kantaten Bachs hin. Er sieht auch einen ähnlichen musikalischen Ausdruck wie die Kantate zur Einweihung eines neuen Stadtrats, Gott ist mein König (BWV 71, 1708 geschrieben). Einige Musikwissenschaftler nehmen an, dass sie ein Jahr später für den gleichen Anlass komponiert worden sein könnte. Beweise deuten darauf hin, dass es eine solche verloren gegangene Arbeit gab. Gardiner schlägt indes vor, dass es sich entweder um eine noch frühere Arbeit handeln könnte oder dass es sich zumindest teilweise um eine Lehrlingsarbeit handelt, die unter Bachs direkter Anleitung in Weimar geschrieben wurde. Bachs Biograf Philipp Spitta aus dem 19. Jahrhundert schlug vor, dass die Kantate zum ersten Mal am Neujahrstag 1735 aufgeführt worden sein könnte. An diesem Tag wurde jedoch Teil IV des Weihnachtsoratoriums musiziert.

## Besetzung und Aufbau
Die Kantate wird von drei Vokalsolisten (Sopran, Tenor und Bass), einen vierstimmigen Chor gesungen; die Melodie wird von einem barocken Instrumentalensemble aus drei Corno da caccias, einer Pauke, einem Fagott, zwei Violinen, einer Bratsche und dem Generalbass gespielt. Es ist die einzige Bach-Kantate, die drei Corno da caccias mit Pauken kombiniert.
Die Kantate ist in sieben Sätze gegliedert. Sie beginnt mit einem Refrain eines Verses aus dem Psalm, gefolgt von der ersten Strophe aus der Hymne, die von der Sopranistin gesungen wird. Ein weiterer Psalmvers wird als Tenorrezitativ wiedergegeben, gefolgt von einer Tenorarie als freie Poesie. Ein dritter Psalmvers ist als Bass-Arie gesetzt, die von einer weiteren Tenor-Arie als freier Poesie mit einem Instrumentalzitat der Hymnenmelodie beantwortet wird. Die Kantate wird durch einen „Hybridsatz“ abgeschlossen, der die dritte Strophe der Hymne wie eine Choralfantasie als Cantus firmus mit einem „Halleluja“ verbindet und den Psalm schließt.
Die folgende Liste der Sätze folgt der Darstellung der Neuen Bach-Ausgabe. Die Schlüssel und Taktarten stammen von Alfred Dürr, wobei das Symbol für die gemeinsame Zeit (4/4) verwendet wird. Das durchgehend spielende Continuo wird nicht angezeigt.
1. Choral: Lobe den Herrn, meine Seele
2. Choral: Du Friedefürst, Herr Jesu Christ
3. Rezitativ: Wohl dem, des Hülfe der Gott Jakob ist
4. Arie: Tausendfaches Unglück, Schrecken
5. Arie: Der Herr ist König ewiglich
6. Arie: Jesu, Retter deiner Herde
7. Arie + Choral: Gedenk, Herr Jesu, an dein Amt
8. Rezitativ (Tenor): Halleluja

## Musik
Der Eröffnungschor zum ersten Vers Lobe den Herrn, meine Seele ist recht kurz und verwendet nachahmende Fanfarenfiguren ohne große harmonische Entwicklung. Es verwendet ein Ritornell für die Tonika und die dominanten Akkorde. Meist wird in Homophonie gesungen.
Der Sopran-Choral Du Friedefürst, Herr Jesu Christ wird von einem Obligato der Violine begleitet. Obwohl die Gesangslinie größtenteils nicht verziert ist, wird sie von einem rhythmisch aktiven Violin-Kontrapunkt begleitet. Das Obbligato erreicht eine doppelte Kadenz vor dem Beginn des Soprangesangs.
Das Tenor-Rezitativ zu Wohl dem, des Hülfe des Gottes Jakob ist gilt als recht kurz und unauffällig. Der vierte Satz ist eine Tenor-Arie im freien Vers Tausendfaches Unglück, Schrecken. Die Vokallinie ist „verschlungen und eckig“ und spiegelt die Themen Unglück, Angst und Tod wider. Der Musikwissenschaftler Julian Mincham ist der Meinung, dass diese Themen darauf hindeuten, dass Salomon Franck der Dichter sein könne, da es sich um wiederkehrende Bilder in seinen Texten handelte, merkt aber auch einen für Francks Werk untypischen Mangel an Integration an.
Die Bass-Arie zum zehnten Vers aus Der Herr ist König ewiglich verwendet ein Motiv eines Dreiklangs, ähnlich dem von Gott ist mein König, BWV 71. Es ist kurz und hat eine begrenzte Bandbreite an Farbtonentwicklungen oder chromatischen Variationen. Die Stimme wird von Hörnern und Pauken ohne Streichinstrumente begleitet, was Gottes Kraft symbolisieren soll.
Der sechste Satz ist eine weitere Tenor-Arie als freie Poesie, Jesu, Retter deiner Herde. Er ist durch die schichtweise Figuration in der Instrumentalbegleitung. Die menschliche Stimme, das Fagott und der Generalbass treten als Trio auf, während die Choralmelodie von Violinen, der Orgel und dem Vox humana zu hören ist.
Der Schlusschor verwendet die dritte Strophe von Gedenk, Herr, jetzund an dein Amt als Cantus firmus der Sopranistin. Es ist nicht wie typisch als vierteilige Fassung komponiert; die unteren Stimmen singen lebhafte Hallelujas, die vom Vers abgeleitet sind.

## Aufnahmen
- Frankfurter Kantorei / Bach-Collegium Stuttgart. Die Bach Kantate. Hänssler Verlag, 1975.
- Thomanerchor / Neues Bachisches Collegium Musicum. Kantaten / Mit Corno da Caccia. Eterna, 1984.
- Monteverdi Choir / English Baroque Soloists. Bach Cantatas vol. 17. Soli deo Gloria, 2000.
- Amsterdam Baroque Orchestra & Choir. J.S. Bach: Complete Cantatas. Antoine Marchand, 2001.